# الرفعات القوية
الرفعات القوية بالإنجليزية (Stronglifts 5x5) هو برنامج يهتم برفع الاثقال ومشابة لـكتاب بداية القوة (Starting Strength) وهو أيضا برنامج تدريبي قام بإنشائة شخص يدعى مهدي وهو بلجيكي من أب عربي.
برنامج سترونغ ليفتس المشهور يجعل الفرد يكتسب العضلات الطبيعية بدون مكملات غذائية أو ستروديدات مهما أختلفت الجينات وذلك بتطبيق ثلاث تمارين رفع أثقال رئيسية لمدة ثلاث أيام في الأسبوع ويأخذ زمن التمرين الواحد ساعة واحدة فقط.

## البرنامج
من أساسيات قواعد البرنامج هو أن يقوم المتدرب بالبدء بالباربيل (Barbell) حيث تزن الباربيل الأوليمبية ذات طول 7 أقدام 20 كيلوغرام وعلى المتدرب أيضاء إنهاء جميع الجلسات الخمسة والدورات الخمسة 5x5.
التمرين A
قرفصاء 5x5
بنش بريس 5x5
انفرتد روس (Inverted Rows) يجب أن تكون 3x12
التمرين B
قرفصاء 5x5
بريسس 5x5
الرفعة المميتة 1x5
شين أبس أو بول أبس (Chin ups/Pull ups) يجب عمل هذه التمارين حتى الفشل 3xFailure
بلانكس (Planks) الضغط على عضلات البطن لمدة ثلاثين ثانية ثلاث جلسات 3x30sec